# Homoródszentlászló
Homoródszentlászló (románul Vasileni) falu Romániában, Hargita megyében. Közigazgatásilag Kányádhoz tartozik.

## Fekvése
Székelyudvarhelytől 13 km-re délre fekszik, Kányádhoz tartozik, melytől
5 km-re északkeletre van.

## Nevének eredete
Nevét a 14. század elején épített Szent László templomáról kapta.

## Története
14. század elején épített Szent László templomához kolostor is tartozott. Ezt a 16. században újjáépítették, de 1815-ben egy vihar ledönttte. Romjai a Cintorom nevű területen álltak. 1616-ban újabb templomot emeltek, azonban ez földcsuszamlás áldozata lett. 1796 és 1802 között a Harangláb-hegyen épült templom, melyet 1913-ban bontottak le veszélyessége miatt, csak haranglába maradt meg. Mai református temploma 1929-ben épült. A falunak 1910-ben 207, 1992-ben 39 magyar lakosa volt. A trianoni békeszerződésig Udvarhely vármegye Homoródi járásához tartozott.

## A falu temploma és kortörténete
2010. július 14-én az Udvarhelyi Híradó című napilapban egy újságcikk látott napvilágot, ami arról számolt be, hogy a homoródszentlászlói templom felújításával foglalkozó alpinisták érdekes leletre bukkantak a torony tetején található templomgömb felnyitása során. A gömbben, egy üvegcsébe helyezve 11 oldalnyi, kézzel írott dokumentum feküdt, amely 1929. június 2-án keltezett és a homoródszentlászlói református templom építési történetét írja le. A dokumentum a Wikiforrásban olvasható.